# Arnemuiden

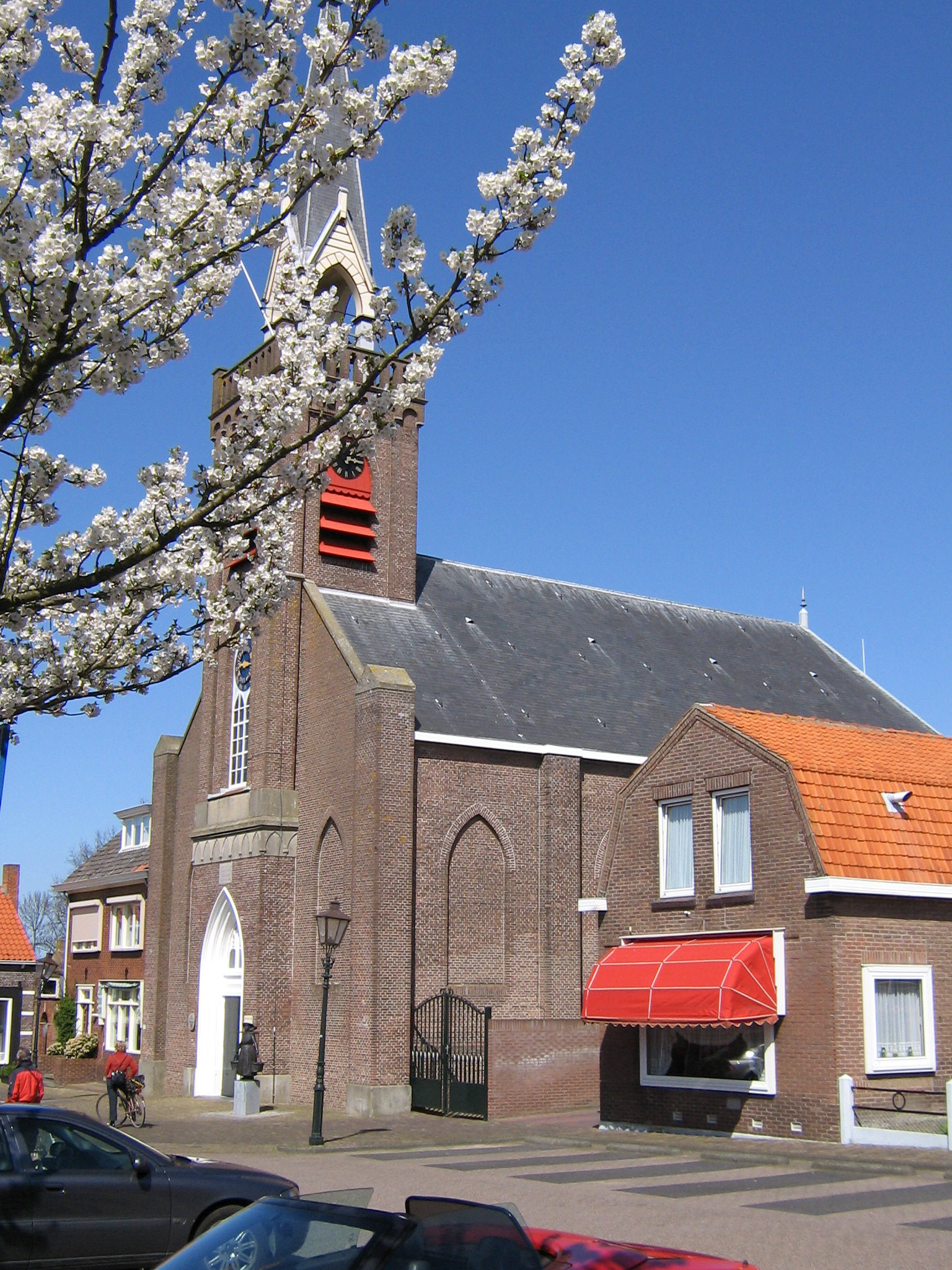
Arnemuiden: la chiesa parrocchiale

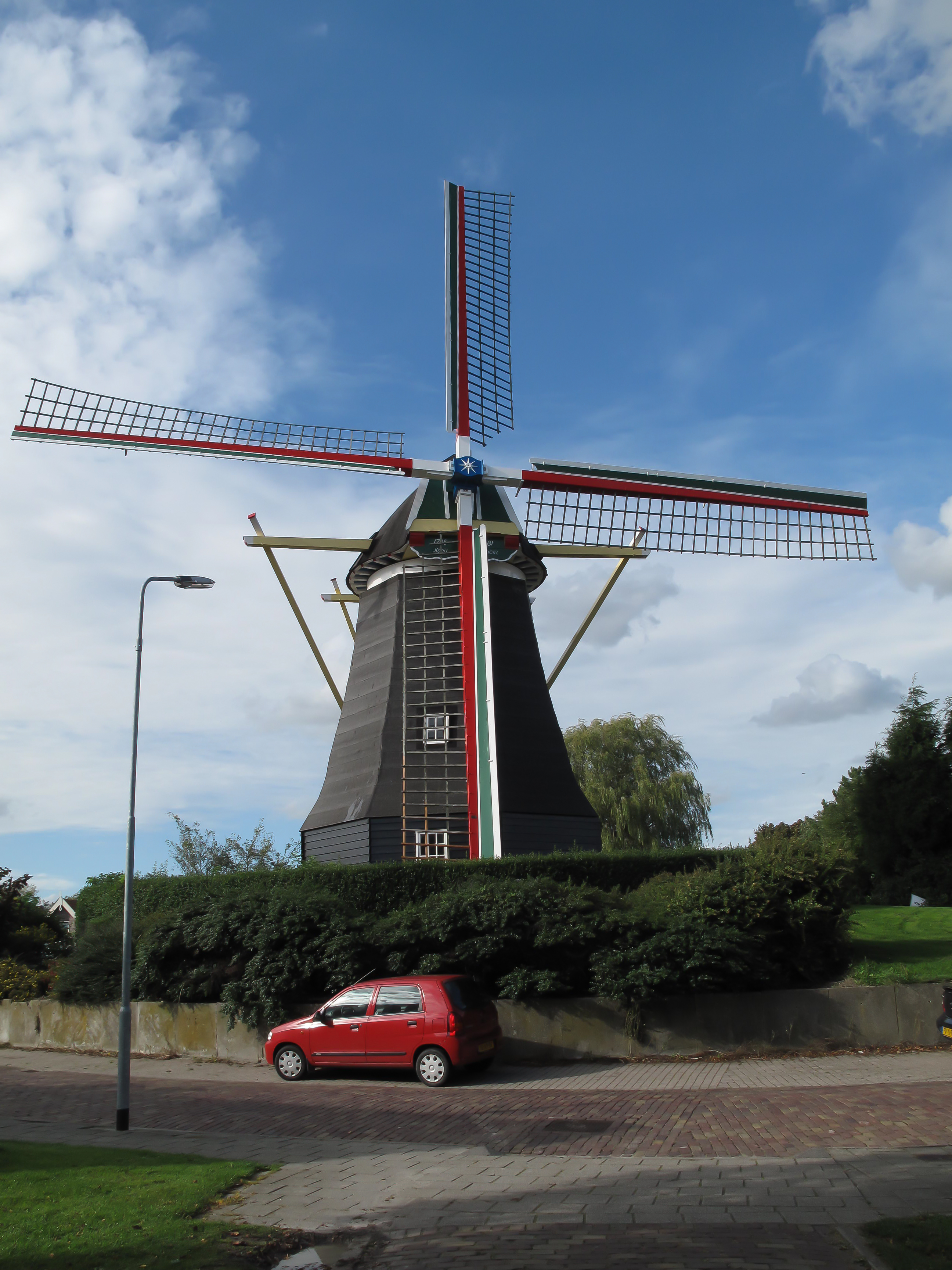
Arnemuiden: il mulino Nooit Gedacht

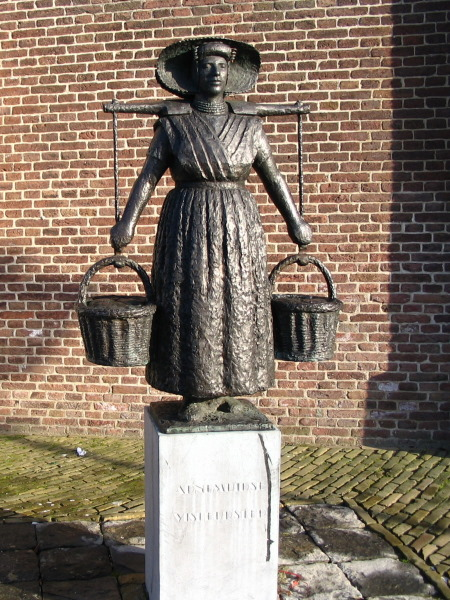
Scultura a Arnemuiden

Arnemuiden (in zelandese: Erremuu) una ciitadina di circa 5.300 abitanti della costa sud-occidentale dei Paesi Bassi, facente parte della provincia della Zelanda e situata nella regione di Walcheren, dove si affaccia sul Veerse Meer. Dal punto di vista amministrativo, si tratta di ex-comune, dal 1997 accorpato alla municipalità di Middelburg.
Antico villaggio di pescatori e membro della Lega anseatica, già nel corso del XIII secolo era annoverata tra le più ricche città europee dedite ai commerci e tra il XV e il XVI secolo eran una delle più importanti città della Zelanda.

## Geografia fisica
Arnemuiden si trova tra Middelburg e Lewedorp (rispettivamente a nord-est della prima e a nord-ovest della seconda).

## Origini del nome
Il toponimo Arnemuiden, attestato anticamente come Arnemeuden (1322) e Arnemuden (1342), significa letteralmente "estuario del fiume Arne".

## Storia

### Dalle origini ai giorni nostri
L'antica città di Arnemuiden è menzionata per la prima volta in fonti scritte nel 1223.
Il 23 settembre 1338, nel corso della guerra dei cent'anni, ad Arnemuiden ebbe luogo una celebre battaglia navale, nota come battaglia di Arnemuiden.
Nel 1418 l'antica Arnemeuden entrò a far parte della Lega Anseatica. Questa città scomparve nel 1428 a causa di un'alluvione e 10 anni dopo iniziò la costruzione di una nuova città sulla sponda opposta del fiume Arne; la nuova Arnemuiden fu ufficialmente fondata nel 1462.
Nel 1481, gran parte della città andò distrutta in un incendio e nel 1573, nel corso della guerra degli ottant'anni la città fu messa a ferro e fuoco dalle truppe spagnole e dei 2.000 abitanti ne sopravvissero soltanto alcune centinaia.
L'anno seguente, nonostante le distruzioni, Arnemuiden ottenne lo status di città.
|  |

Nel corso del XVII secolo cessò l'importanza di Arnemuiden come località portuale dedita alla pesca, a causa del progressiv o insabbiamento della costa.
Nel corso della seconda guerra mondiale, le truppe tedesche si stabilirono ad Arnemuiden per installare un ospedale da campo, nel quale erano impiegate circa 200 persone.

### Simboli
Nello stemma di Arnemuiden è raffigurata una torre rossa sul mare circondata da tre aquile. Questo stemma risale probabilmente all'anno 1574.

## Monumenti e luoghi d'interesse
Arnemuiden vanta 11 edifici classificati come rijksmonumenten.

### Architetture religiose

#### Chiesa riformata del Markt
Tra i principali edifici religiosi di Arnemuiden figura la chiesa protestante del Markt, risalente al 1858 e progettata da J. Bourdrez.

### Architetture civili

#### Mulino Nooit Gedacht
Un edificio d'interesse di Arnemuiden è il mulino Nooit Gedacht, risalente al 1981.

## Società

### Evoluzione demografica
Arnemuiden conta una popolazione pari a 5.330 abitanti, di cui 2.640 donne e 2.690 sono uomini.

## Cultura

### Media
- Ad Arnemuiden è dedicata la canzone De klok van Arnemuiden[1]